# برايان ستيوارت
برايان ستيوارت هو صحفي كندي، ولد في 21 أبريل 1942 في مونتريال في كندا.